# Diaporthomycetidae
Diaporthomycetidae Senan., Maharachch. & K.D. Hyde – podklasa grzybów z typu workowców (Ascomycota).

## Systematyka
Według aktualizowanej klasyfikacji Index Fungorum bazującej na Dictionary of the Fungi do podklasy Diaporthomycetidae należą:
- rząd Annulatascales M.J. D’souza, Maharachch. & K.D. Hyde 2015
- rząd Atractosporales Huang Zhang, K.D. Hyde & Maharachch. 2017
- rząd Calosphaeriales M.E. Barr 1983
- rząd Coniochaetales Huhndorf, A.N. Mill. & F.A. Fernández 2004
- rząd Cordanales Hern.-Restr. & Crous 2015
- rząd Diaporthales Nannf. 1932
- rząd Jobellisiales M.J. D’souza & K.D. Hyde 2015
- rząd Ophiostomatales Benny & Kimbr. 1980
- rząd Togniniales
- rząd Trichosphaeriales M.E. Barr 1983
- rząd Incertae sedis''
  - rodzina Barbatosphaeriaceae Huang Zhang, K.D. Hyde & Maharachch. 2017
  - rodzina Lentomitellaceae Huang Zhang, K.D. Hyde & Maharachch. 2017
  - rodzina Woswasiaceae Huang Zhang, K.D. Hyde & Maharachch. 2017
  - rodzina Incertae sedis''[2].

Nazwy naukowe według Index Fungorum.